# Пайбус, Шон
Шон А. Пайбус (англ. Sean A. Pybus) — американский военный деятель, вице-адмирал ВМС США (2013). С октября 2014 года — заместитель командующего Командованием специальных операций ВС США. Ранее он возглавлял Командование сил специальных операций НАТО и Командование сил специальных операций ВМС США. Шон Пайбус, является одним из немногих военнослужащих сил специальных операций ВМС США, достигших звания вице-адмирала.

## Образование
- 1979 — Бакалавр в области экономики Университета Рочестера, штат Нью-Йорк
- 1998 — Магистр в области стратегических исследований Военно-морского колледжа США, Ньюпорт (Род-Айленд)

## Военная служба
В декабре 1979 года, после окончания базовой школы водолазов-подрывников и боевых пловцов, получил квалификацию офицера морского спецназа.
Проходил службу в подразделениях водолазов-подрывников, катеров специального назначения, и специальных транспортировочных средств, а также занимал различные должности в структурах Совместного командования специальных операций и Командования специальных операций ВС США.
Пайбус в период службы на командных должностях, командовал боевыми подразделениями в Панаме, Германии и Бахрейне, а также 1-й группой специального назначения ВМС в Сан-Диего.
Затем, до 2007 года являлся заместителем директора межведомственной оперативной группы J36 в составе Командования специальных операций США. С 2007 по 2009 года — директор по операциям в Центре специальных операций Командования специальных операций США, затем возглавлял Командование специальных операций Тихоокеанского командования вооружённых сил США (12 июня 2009 — 9 июня 2011).
С 30 июня 2011 по 21 июня 2013 год возглавлял Командование специальных операций ВМС США, а со 2 июля 2013 по 28 августа 2014 — Штаб (командование) сил специальных операций Верховного главнокомандования ОВС НАТО в Европе.
С октября 2014 г. - заместитель командующего Командованием специальных операций ВС США.

## Награды и знаки отличия
- Медаль «За отличную службу» с двумя бронзовыми дубовыми листьями
- Орден «Легион Почёта» с золотой звездой награждения
- Медаль Министерства обороны «За похвальную службу»
- Медаль похвальной службы с тремя золотыми звездами награждения
- Благодарственная медаль за службу в объединённых органах ВС
- Благодарственная медаль ВМС и Корпуса морской пехоты с золотой звездой награждения
- Награда за выдающееся единство части
- Благодарность  части ВМС
- Похвальная благодарность флотской части
- Экспедиционная медаль ВМС
- Медаль за службу национальной обороне с бронзовой звездой за службу
- Экспедиционная медаль вооруженных сил с бронзовой звездой за службу
- Медаль за кампанию в Косово с бронзовой звездой за службу
- Экспедиционная медаль за войну с глобальным терроризмом
- Медаль за службу в войне с глобальным терроризмом
- Медаль за службу в Вооружённых силах
- Лента «За участие в операциях ВМС»
- Лента ВМС и морской пехоты службы за границей с тремя бронзовыми звездами за службу
- Медаль ВМФ "Эксперт по стрельбе из винтовки"
- Медаль ВМФ "Эксперт по стрельбе из пистолета"
- Нагрудная эмблема военнослужащего Navy SEAL